# Albeta
Albeta es un municipio de España, en la provincia de Zaragoza, comunidad autónoma de Aragón. Según el INE, en el año 2016 contaba con una población de 139 habitantes. Tiene un área de 2,65 km² y una densidad de 50,94 hab/km².

## Toponimia
Albeta viene del árabe y significa caserío.

## Geografía
Se encuentra a 60 km de Zaragoza, y a unos 3 km de Borja, capital de la comarca y a una altitud de 412m s. n. m.
Su término municipal limita con Borja, Magallón, Alberite de San Juan, Bureta y Ainzón.

### Hidrografía
El municipio se encuentra en la margen izquierda del Río Huecha y la acequia del Marbadón. Tiene el manantial de la fuente de la Fuente del Ojo de aguas sulfurosas y magnesicas, conocido desde la antigüedad.

### Comunicaciones
En el término municipal pasa la carretera  N-122  entre Magallón y Borja, desde finales del siglo XIX hasta mediados de los años  tenía apeadero de ferrocarril en la línea de ferrocarril  Borja - Cortes de Navarra.

## Historia
Tiene orígenes romanos, ya que en la zona del polígono de la gorrona se encontró una villa romana, con una terma privada, con varias piscinas de diferentes temperatura y vestuario. Luego en la época islámica, cogió la etimología.Tras la reconquista fue un señorío laico dividido en dos.

## Demografía
Albeta cuenta con una población de 141 habitantes (INE 2024).
| Gráfica de evolución demográfica de Albeta entre 1842 y 2021                                                        |
| |
| Población de derecho según los censos de población del INE Población de hecho según los censos de población del INE |

## Administración y política
| Período          | Alcalde                          | Partido |  |
| ---------------- | -------------------------------- | ------- |  |
| 1979-1983        | Antonio Martínez Arcega          | UCD     |  |
| 1983-1987        | Antonio Martínez Arcega          | PAR     |  |
| 1987-1991        |                                  | PSOE    |  |
| 1991-1995        |                                  | PSOE    |  |
| 1995-1999        | Pedro Feliciano Tabuenca López   | PSOE    |  |
| 1999-2003        | Pedro Feliciano Tabuenca López   | PSOE    |  |
| 2003-2007        | Pedro Feliciano Tabuenca López   | PSOE    |  |
| 2007-2011        | Pedro Feliciano Tabuenca López   | PSOE    |  |
| 2011-2015        | Pedro Feliciano Tabuenca López   | PSOE    |  |
| 2015-2019        | Pedro Feliciano Tabuenca López   | PSOE    |  |
| 2019- 2023       | Pedro Feliciano Tabuenca López   | PSOE    |  |
| 2023- Actualidad | Pedro Joaquín Morales Espligares | PSOE    |  |